# Tealing
Tealing är en by i Angus, Skottland. Byn är belägen 6,5 km 
från Dundee. Orten har 260 invånare (1971).